# Digitalis sibirica
Digitalis sibirica là một loài thực vật có hoa trong họ Mã đề. Loài này được Lindl. mô tả khoa học đầu tiên năm 1821.